# Inocencio III
Inocencio III (Gavignano, 1161-Perugia, 16 de julio de 1216) fue el 176.º papa de la Iglesia católica de 1198 a 1216.

## Introducción biográfica

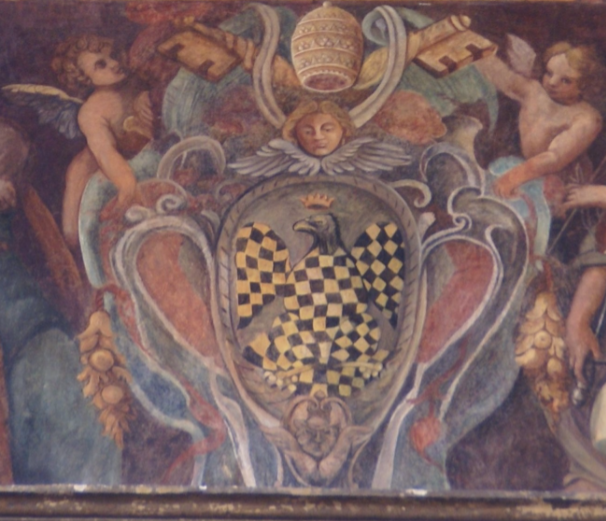
Escudo de armas de Inocencio III.

Noble de familia italiana, miembro de la familia Conti y Julio, su padre fue el conde Trasimundo de Segni.
Por su procedencia estudió teología en la Universidad de París y luego derecho canónico en Bolonia. Incluso antes de ser elegido papa ya era una personalidad respetable y connotada. Por esto fue nombrado cardenal por el papa Clemente III.
Tras el fallecimiento de Celestino III en 1198, Lotario de Segni (Inocencio III) fue elegido como sumo pontífice el 8 de enero de ese año por el Colegio cardenalicio, el cual vio más tarde satisfechas sus perspectivas para con Lotario. Parte de la gran energía que desplegó como Pontífice, se debe a haber sido un Papa inusualmente joven, no habiendo cumplido aún los 37 años al momento de su elección.
Su influencia no pasó inadvertida para nadie. Sus prédicas siempre fueron sustentadas en su propio ejemplo, su estilo de vida humilde dentro de la curia romana fue muy destacable. Además sus grandes dotes como diplomático permitieron adherir a Roma los territorios adyacentes de esta hasta Rávena, las Marcas, Ancona y el antiguo ducado de Spoleto.

## Estado de la Cristiandad al advenimiento de Inocencio III

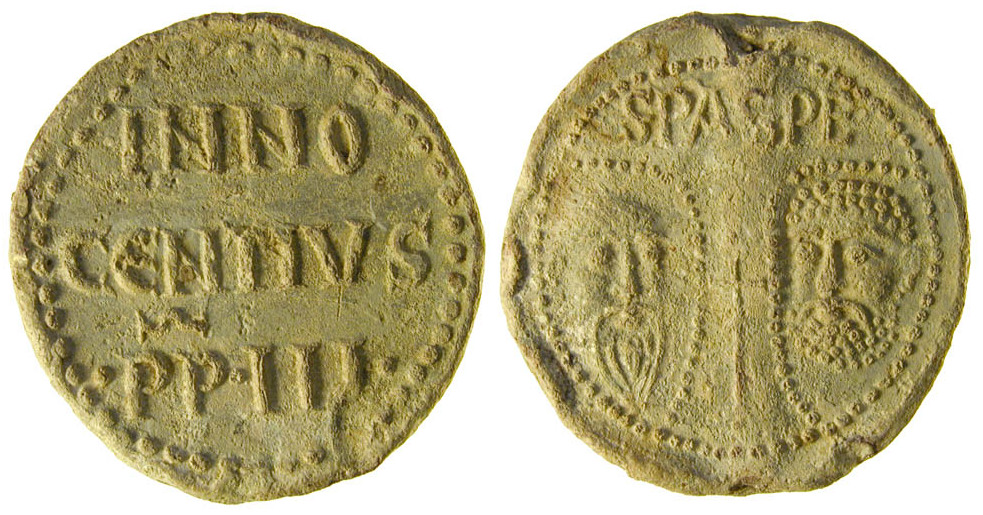

El papado de Inocencio III se inició en medio de varias convulsiones sociales. En varias regiones de Europa, el feudalismo estaba cediendo terreno a una nueva sociedad burguesa, en medio de la llamada revolución del siglo XII. A la vez, los estados nacionales se estaban fortaleciendo, y los reyes, particularmente de Francia e Inglaterra, se perfilaban como nuevos actores de importancia en el mapa político. En Oriente, la Cristiandad debía lidiar con la amenaza de un poder musulmán fortalecido por Saladino, que había conseguido frenar la Tercera Cruzada. La Iglesia católica, una de las entidades más poderosas de Europa, no podía pasar por alto todos estos sucesos.
La propia Iglesia atravesaba por un período complejo. El impulso de los cistercienses, grandes protagonistas durante el siglo XII, había decrecido, y doctrinas como la de los cátaros, valdenses y patarinos se estaban propagando. El nuevo papa debería actuar con resolución para mantener el protagonismo de la Iglesia.Inocencio III sería el precursor de la llamada Inquisición pontificia.

## Mentalidad
La mentalidad de Inocencio III fue conformada por su origen noble y su formación como teólogo y jurista especializado en derecho canónico. Consideraba que la Iglesia católica tenía la plena potestad ("plenitudo potestatis") sobre toda la cristiandad, basándose en el texto de Mateo 16,19 en que Cristo confiere las llaves del reino de los cielos a Pedro; plena soberanía de la Iglesia incluso sobre el Emperador. Se reservaba Inocencio III intervenir en política cuando, a su juicio, hubiera razón de pecado ("ratione peccati") en el actuar de los príncipes, puesto que estos estaban para velar solo por el bienestar físico de sus súbditos, mientras que el papa estaba para velar por la salvación de las almas, empresa esta más valiosa que la primera en términos morales.
Para demostrar este ideario en signos prácticos Inocencio III siempre prefería ser llamado con el título de Vicario de Cristo, por lo cual a su persona le incumbía el trato de los asuntos del cielo y de la tierra.

## Política internacional

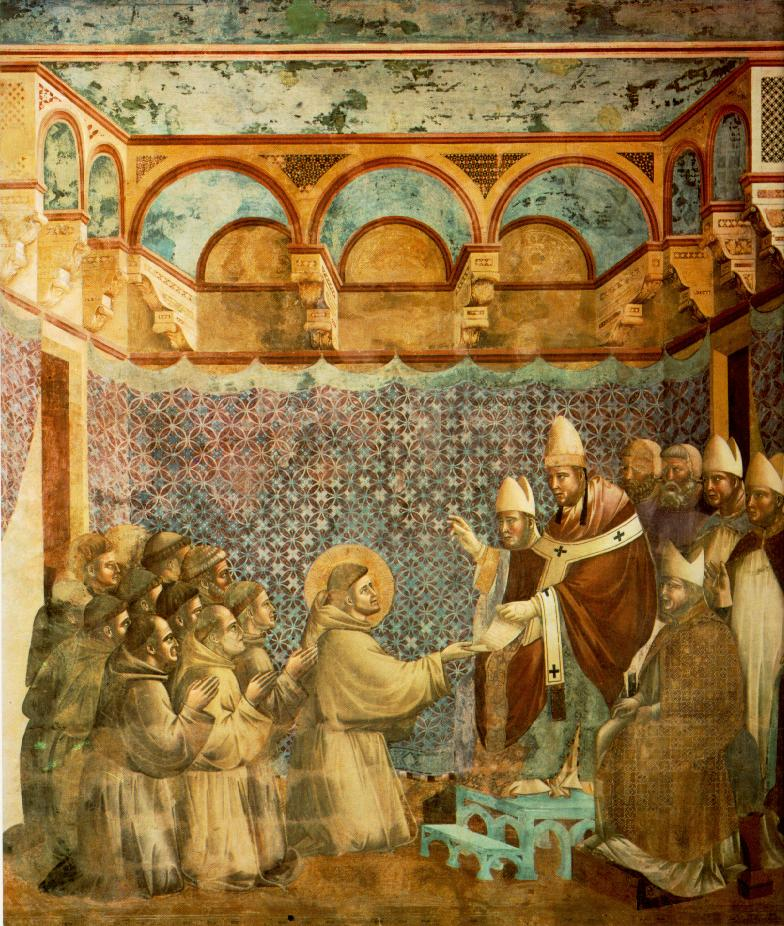
Aprobación de la orden franciscana por Giotto.

### Relaciones con el Sacro Imperio Romano Germánico
Las ideas hierocráticas de Inocencio III se vieron reflejadas a la muerte del emperador del Sacro Imperio Romano Germánico Enrique VI, donde impuso su autoridad pontificia para nombrarse como árbitro y calificador de los pretendientes al trono, aunque este anhelo había sido plasmado anteriormente en su tratado “De contemptu mundi”. Sostenía que el Imperio procedía de la Iglesia no solo "principaliter" (en su origen), sino también en sus fines ("finaliter"); por lo que, a pesar de que los príncipes electores tenían el derecho jurídico a nombrar un nuevo monarca, esta elección debía ser ratificada por el Pontífice.
Sin embargo, su política respecto del imperio siempre fue problemática. Promovió a Otón de Brunswick como "antiemperador" de la Casa de Welf contra Felipe de Suabia, de la Casa Hohenstaufen, pero cuando este último fue asesinado en 1206 y Otón fue coronado emperador en Roma como Otón IV, ambos se pelearon. Recurrió entonces Inocencio III a su pupilo, Federico II Hohenstaufen, quien a la sazón gobernaba el reino de Sicilia. Otón invadió Italia militarmente, pero debió retirarse. Federico, a la vez, invadió el imperio. El desastroso resultado de la Batalla de Bouvines, que Otón libró contra Felipe Augusto de Francia, en 1214, selló su suerte, y Federico alcanzó la corona del imperio, sin haberse desprendido de Sicilia, lo que puso al Papa en una situación incómoda, que Inocencio III no alcanzó a resolver debido a su fallecimiento.

### Otras relaciones europeas
Con respecto a Francia, Inocencio III intervino en los problemas del rey Felipe II con su repudiada esposa, Isambur de Dinamarca. En este terreno, Inocencio III consiguió convertir la hostilidad inicial de Felipe en una cooperación amistosa, que le valió su alianza contra Otón IV de Alemania. También Inocencio III favoreció a Felipe invitándole a la Cruzada Albigense.

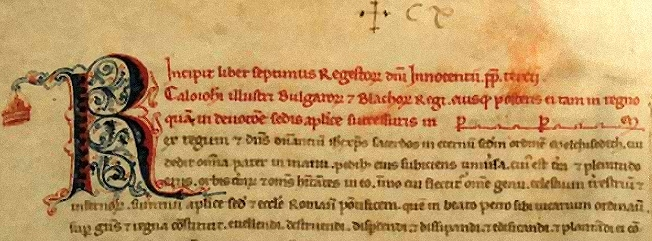
Carta del papa Inocencio III a Juan II Kalojan.

Inocencio III despachó a Bulgaria al cardenal León Brancaleone a principios de 1204 para coronar como rey a Juan II Kalojan.

En el reino de Castilla, este Papa declaró la Cruzada contra los almohades musulmanes, que sería organizada por el Rey Alfonso VIII de Castilla, y el Arzobispo de Toledo don Rodrigo Ximénez de Rada, con participación de tropas de los reyes Sancho VII de Navarra, Pedro II de Aragón y Alfonso II de Portugal, así como tropas de Órdenes Militares. Se obtuvo la decisiva victoria en la Batalla de Las Navas de Tolosa (lunes 16 de julio de 1212). Los cruzados provenientes de otros estados europeos o ultramontanos, en su mayoría no llegarían a participar en la batalla, pues habían abandonado dado su desacuerdo con las órdenes de Alfonso VIII de tratar humanitariamente a los judíos y musulmanes de las localidades previamente conquistadas.
De Pedro II de Aragón, recibió ese reino en vasallaje y lo coronó rey en Roma en 1204.
En 1204 declaró nulo el matrimonio de Alfonso IX de León y Berenguela de Castilla, alegando el parentesco de los cónyuges y logrando su separación.
Tuvo también una dura controversia con el rey Juan de Inglaterra, conocido también como Juan Sin Tierra. En 1205 falleció Hubert Walter, arzobispo de Canterbury. Juan intentó nombrar un candidato, pero Inocencio decidió que tal cargo fuera ocupado por Stephen Langton, reputado teólogo de la Universidad de París. Ante la porfía de Juan, Inocencio III lanzó el entredicho sobre Inglaterra en 1208, y la excomunión contra Juan en 1209. Juan resistió hasta 1213, y finalmente cedió ante los deseos de Inocencio III, llegando incluso a reconocerse como vasallo de la Iglesia, como medida desesperada para evitar que los franceses pudieran invadir sus dominios (que ahora eran eclesiásticos).
Inocencio III como soberano feudal de Inglaterra anuló la Carta Magna el 24 de agosto de 1215 que había sido firmada por el rey Juan.
Estos y otros asuntos políticos demostraron que Inocencio se sentía realmente un Rey de Reyes, con capacidad de arbitrio sobre la política europea.

### Lucha contra los herejes y los infieles
En su celo por expurgar el cristianismo, impulsó la Cuarta Cruzada a Tierra Santa en el año 1202, convocó a la Cruzada albigense en 1208, la cruzada contra los almohades en tierras hispanas de 1212 y supuestamente promovió la Cruzada de los niños, en total cuatro cruzadas.
En la Cuarta Cruzada, los enredos de Venecia, uno de los principales financiadores de la expedición, llevaron a los cruzados a tomar primero la ciudad de Zara, enclave bizantino en la costa de Dalmacia, y después saquear dos veces la ciudad de Constantinopla en 1204, todo esto pese a las excomuniones que Inocencio III fulminó contra los cruzados, por haber vuelto hacia hermanos cristianos las armas que debían ser dirigidas contra los musulmanes.
Ante el problema de los cátaros, Inocencio III envió a varios legados, y autorizó las prédicas del español Santo Domingo de Guzmán, para tratar de convertirlos. En enero de 1208, el asesinato de Pierre de Castelnau, legado pontificio en el sur de Francia, precipita los acontecimientos. Inocencio III llama a la Cruzada para extirpar la herejía, dando origen así a la Cruzada Albigense. Aunque habrá núcleos de resistencia hasta varias décadas después, ya en 1215 Inocencio III se siente seguro de sus resultados, hasta el punto de convocar a un Concilio Ecuménico para resguardar la ortodoxia católica. Paralelamente, la Cruzada Albigense le da un poderoso impulso a Francia, al permitírsele la anexión de la región del Languedoc.

## El IV Concilio de Letrán
A poco tiempo de culminar su vida y su pontificado, en 1215 convocó al IV Concilio de Letrán, uno de los más importantes de la época, en el cual se trataron temas políticos y en especial se dictaron deberes y derechos para prácticamente todas las clases sociales. Destaca la “Omnis Utriusque Sexus", en el que se obliga a todos los adultos cristianos a recibir al menos una vez al año los sacramentos de la confesión y la eucaristía.
Así también, el Concilio estableció las bases de la Quinta Cruzada de 1217, bajo la dirección directa de la Iglesia.
Por otra parte cabe destacar su incondicional apoyo a las órdenes mendicantes fundadas por santo Domingo de Guzmán (predicadores o dominicos) y san Francisco de Asís (franciscanos y clarisas). De este modo fue el precursor de una importante reforma eclesiástica, por el papel de dichas órdenes religiosas en la cristiandad occidental, posteriormente católica.

## Muerte y leyendapost mortem

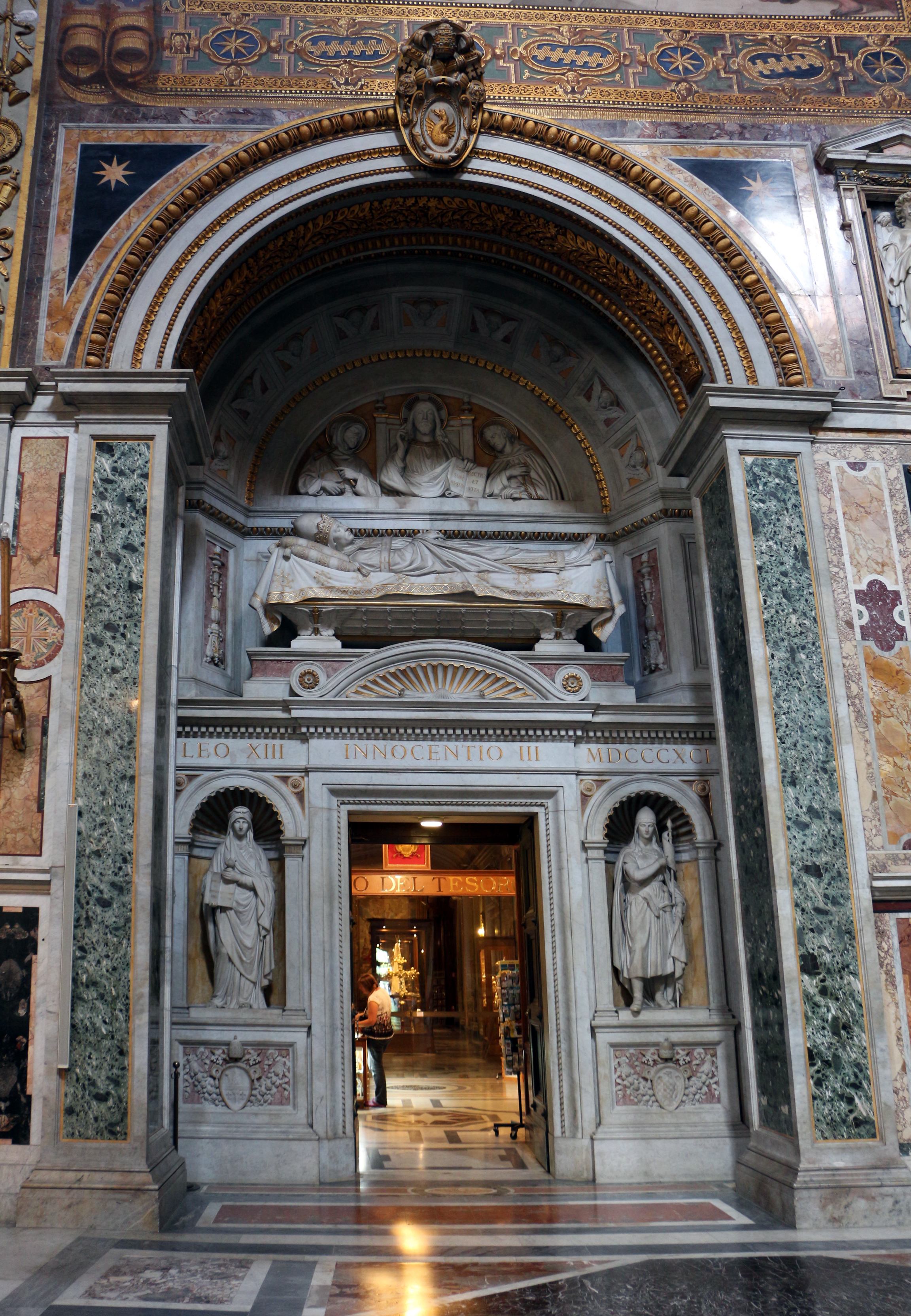
Tumba de Inocencio III en San Juan de Letrán.

Después del Concilio, en la primavera de 1216, Inocencio III se trasladó al norte de Italia en un intento de conciliar a las ciudades portuarias de Pisa y Génova, a través de la eliminación de la excomunión que pesaba sobre Pisa, hecha por su predecesor Celestino III, y la realización de un pacto con Génova, para motivar las relaciones religiosas y comerciales.
El papa Inocencio III tuvo durante su pontificado como médico personal a Giovanni di Castellomata, de la Escuela de Salerno, siendo el primer médico de un pontífice documentado en los archivos históricos.
Inocencio III murió repentinamente en Perugia, el 16 de julio de 1216. Tenía 55 años de edad; y fue sucedido por el cardenal Censio Savelli, que tomó el nombre de Honorio III. Fue enterrado en la catedral de Perugia, en donde su tumba fue profanada la noche siguiente y su cuerpo despojado de sus vestiduras preciosas. Su cuerpo permaneció en esta catedral hasta que el papa León XIII (que fue durante muchos años arzobispo de Perugia) lo trasladó a la Archibasílica de San Juan de Letrán (que es la catedral de Roma), en diciembre de 1891. En la catedral de Perugia todavía se puede ver marcado el lugar donde se encontraba la primigenia tumba del Papa. Los restos de Inocencio III fueron colocados en un mausoleo digno de Letrán en el lado izquierdo de la nave transversal. En el mausoleo de mármol figura una estatua yacente del Papa coronado con la tiara y vestido con los hábitos papales, recostado sobre un lecho. En la parte superior se encuentran tres relieves: Cristo (el central), y a los laterales se encuentran San Francisco de Asís (derecha) y Santo Domingo de Guzmán (izquierda). Estos fueron los dos grandes santos fundadores cuyas órdenes religiosas fueron aceptadas en la Iglesia católica por mandato de Inocencio III: la Orden Franciscana y la Orden Dominica.

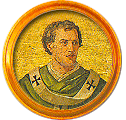
Retrato de Inocencio III en la Basílica de San Pablo Extramuros.

Según la historia de la vida de santa Lutgarda, Inocencio III se le apareció cuando esta se hallaba a punto de expirar en su monasterio de Aywieres. Envuelto en llamas, le declaró: Yo soy el papa Inocencio; luego le dijo hallarse en el Purgatorio por tres faltas que había cometido durante su vida terrenal. Inocencio le preguntó a santa Lutgarda si podría orar por él, diciendo: ¡Ay! Es terrible, y mi pena tendrá una duración de siglos si vos no venís en mi ayuda. En el nombre de María, que ha obtenido para mí el favor de poder recurrir a vos, ayudadme!. En ese momento desapareció y santa Lutgarda informó a sus hermanas de lo que había visto.
Las profecías apócrifas de san Malaquías de Irlanda se refieren a este papa como Comes signatus (Conde Signado), cita que hace referencia a su familia, los condes de Segni.

## Obras
Sus obras en latín incluyen:
- De Miseria Humanae Conditionis: un tratado sobre el ascetismo, escrito por Inocencio antes de convertirse en Papa.
- De Sacro Altaris Mysterio: una descripción y exégesis de la liturgia.
- Constitutiones Concilii quarti lateranensis - Costituzioni del quarto Concilio lateranense, ed. M. Albertazzi, La Finestra editrice, Lavis 2016.

## En el cine
| Año  | Película                  | Director          | Personaje     |
| ---- | ------------------------- | ----------------- | ------------- |
| 1961 | San Francisco de Asís     | Michael Curtiz    | Finlay Currie |
| 1972 | Hermano Sol, hermana Luna | Franco Zeffirelli | Alec Guinness |